# Neopren
Neopren je komercijalni naziv za polihloropren. 
Spada u porodicu sintetičkih guma koje su proizvedene polimerizacijom hloroprena. Neopren ima dobru hemijsku stabilnost i održava fleksibilnost u širokom temperaturnom opsegu. Koristi se u širokom spektru aplikacija, kao što su laptop rukavi, ortopedske proteze (zglob, koleno, itd), električna izolacija itd.
Penasti neopren koji sadrži ćelije gasa koristi se kao izolacioni materijal, pre svega za ronilačka odela. Penasti neopren je takođe korišćen i u drugim izolacijama kao šok-zaštita (pakovanje) za razne uređaje.
Neopren je DuPont-ovo zaštićeno ime za polihloropren.

## Istorija
Neopren je izmislio DuPont-ov naučnik Dr Elmer K. Boltona 17. aprila 1930. godine posle prisustvovanja predavanju Julije Artur Nieuvland, profesora hemije na Univerzitetu Notr Dam.
Neopren, prvobitno nazvan Duprene, bio je prva sintetička guma masovno proizvedena za opšte namene.